# Kolaboracija
Kolaboracija je proces ili pojava da grupa organizama radi ili deluje zajednički za zajedničku, tj. obostranu korist, za razliku od konkurencije – koja je takmičenje samo za sopstvenu korist. Mnoge životinjske i biljne vrste sarađuju sa ostalim pripadnicima svoje vrste i sa pripadnicima drugih vrsta (simbioza ili mutualizam).

## Sistemi kolaboracije
Kolaboracija je proces u kojem komponente sistema rade zajedno kako bi postigli globalna svojstva i ciljeve. Drugim rečima, pojedinačne komponente koje se pojavljuju su u biti "sebične" i samostalne, ali radom zajedno stvaraju vrlo kompleksan učinak koji je veći od sume pojedinačnih doprinosa.